# Sistotrema
Sistotrema — рід грибів родини Hydnaceae. Назва вперше опублікована 1821 року.